# Nowy Robotnik
Nowy Robotnik – ogólnopolski miesięcznik społeczno-polityczny – ukazujący się od września 2003 do września 2006 roku.
Czasopismo związane było z młodą polską lewicą, ruchem alterglobalistycznym oraz ruchem związkowym. 
Nowy Robotnik powstał jako kontynuacja wcześniejszego periodyku noszącego nazwę Robotnik Śląski. 
Problemy opisywane w NR to przede wszystkim krytyka neoliberalizmu i społeczeństwa konsumpcyjnego, analiza sytuacji pracowniczej w Polsce i za granicą, opis form i metod protestu pracowniczego, promowanie bojkotu konsumenckiego, przedstawianie wydarzeń w ruchu alterglobalistycznym na świecie. Czasami zdarzały się w czasopiśmie przedruki z zagranicznych, szczególnie francuskich pism lewicowych. Pismo to wydawane było w formacie A4, liczyło 28 stron.
Corocznie osoby współpracujące z NR organizowały Gewariady w zaprzyjaźnionym chorzowskim Rebelbarze, a także spotkania z przedstawicielami Trzeciego Świata.

## Redaktorzy i współpracownicy (kolektyw) NR
- Marek Wyrwisz - redaktor naczelny
- Jan Czarski (pseudonim)
- Marek Tobolewski
- Jarosław Urbański
- Maciej Roszak
- Sebastian Glica

## Stałe działy
- Fakty
- O tym się mówi
- Kraj
- Zagranica
- Społeczeństwo
- Historia
- Kultura
- Przedruki z Le Monde Diplomatique

### strony sponsorowane ukazujące się nieregularnie
- Ekologia
- ATTAC Polska
- Dodatek "Polska z cienia"